# Liste griechischer Phrasen/Omega

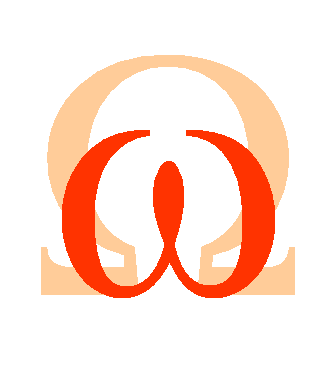
Omega

## Ὦ ἄνδρες Ἀθηναῖοι.
Ὦ ἄνδρες Ἀθηναῖοι.
Ō andres Athenaioi.
„Ihr Männer von Athen!“

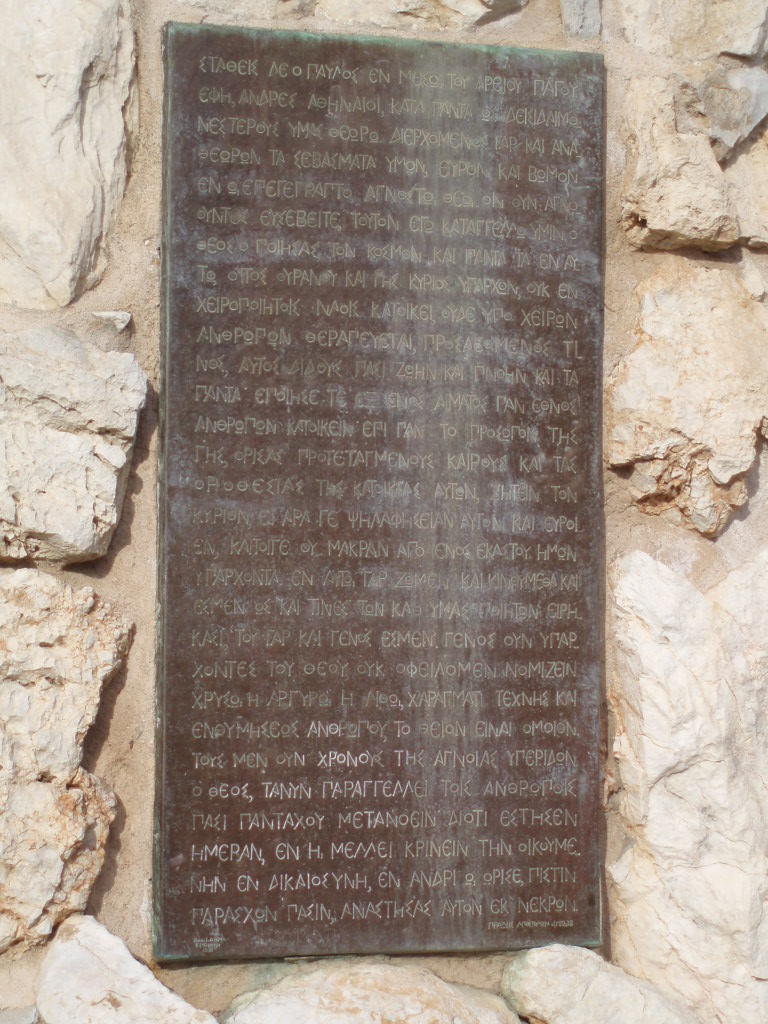
Rede des Apostels Paulus an die Athener, Tafel auf dem Areopag

Wendung, die Sokrates in seiner Verteidigungsrede häufig verwandte und auch der Apostel Paulus in seiner Rede auf dem Areopag gebrauchte.
Sokrates:

„Werdet bitte nicht unruhig, ihr Männer von Athen, und bleibt bei dem, worum ich euch bat: euch durch meine Worte nicht in Unruhe versetzen zu lassen, sondern zuzuhören; denn ihr habt etwas davon, meine ich, wenn ihr zuhört.“

Paulus:

„Ihr Männer von Athen! Ich sehe, daß es euch mit der Religion sehr ernst ist. Ich bin durch eure Stadt gegangen und habe mir eure heiligen Stätten angesehen. Dabei habe ich auch einen Altar entdeckt mit der Inschrift: ‚Für einen unbekannten Gott‘.“

## Ὦ γάμοι, γάμοι.
Ὦ γάμοι, γάμοι.
Ō gamoi, gamoi.
„Eh’n, ihr Ehen, ach!“

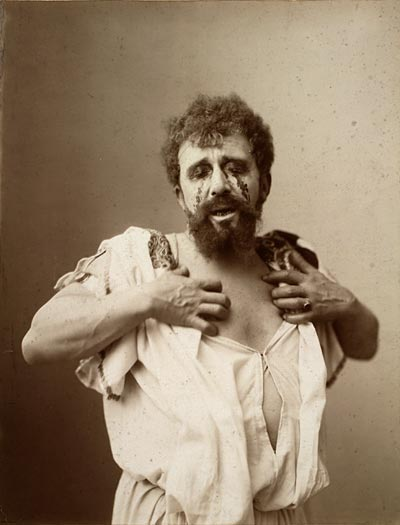
Der geblendete Ödipus als Theaterrolle (Aufnahme von circa 1896, Darsteller: Louis Bouwmeester)

Fluch des Königs Ödipus im Drama des Dichters Sophokles über die Institution der Ehe, als er gerade herausgefunden hat, dass er seinen eigenen Vater erschlagen und seine eigene Mutter geheiratet hat.
Weiter klagt Ödipus in dieser Tragödie:
Ihr zeugtet mich, empfinget, als ihr mich gezeugt,

Denselben Samen wieder, zogt ans Licht hervor,

Geschwister, Väter, Kinder, stammverwandtes Blut,

Ehfrauen, Bräute, Mütter, und was alles sonst

Von Gräueln unter Menschen nur sich finden mag.
Ödipus ist ein Sohn des Laios, des Königs von Theben, welchen er in einem Handgemenge tötet. Später erhält er als Belohnung dafür, dass er Theben von der Sphinx befreit, Iokaste, die Witwe des Königs und damit seine eigene Mutter, zur Ehefrau. Erst später erfährt er, dass Iokaste und Laios seine leiblichen Eltern sind. Wie es von einem Orakel vorausgesagt wurde, beging Ödipus also sowohl Vatermord als auch Inzest. Im Drama König Ödipus sticht sich Ödipus am Ende die Augen aus und flieht ins Exil.

## Ὦ δέσποτα, μέμνησο Ἀθηναίων.
Ὦ δέσποτα, μέμνησο Ἀθηναίων.
Ō despota, memnēso Athēnaiōn.
„Herr, gedenke der Athener!“
Worte, die ein griechischer Sklave dem persischen König Dareios I. jedes Mal, wenn er sich zu Tische setzte, dreimal zurufen musste, denn Dareios wollte sich an den Athenern wegen des ionischen Aufstandes rächen, einer Rebellion der kleinasiatischen und zyprischen Griechen gegen die persische Oberherrschaft.
Obwohl die an der kleinasiatischen Küste lebenden ionischen Griechen unter den Persern zahlreiche Privilegien genossen, erhoben sie sich 500 v. Chr. Die Athener brachen den Bündnisvertrag und sandten militärische Unterstützung. 499 v. Chr. wurde Sardes, die Hauptstadt der Satrapie Lydien, eingenommen und zerstört.
Außerdem soll Dareios einen Pfeil Richtung Himmel geschossen und dabei ausgerufen haben:

«Ὦ Ζεῦ, ἐκγενέσθαι μοι Ἀθηναίους τίσασθαι!»

„O Zeus, lass mich Rache nehmen an den Athenern!“

## Ὦ Κρίτων […] τῷ Ἀσκληπιῷ ὀφείλομεν ἀλεκτρυόνα.

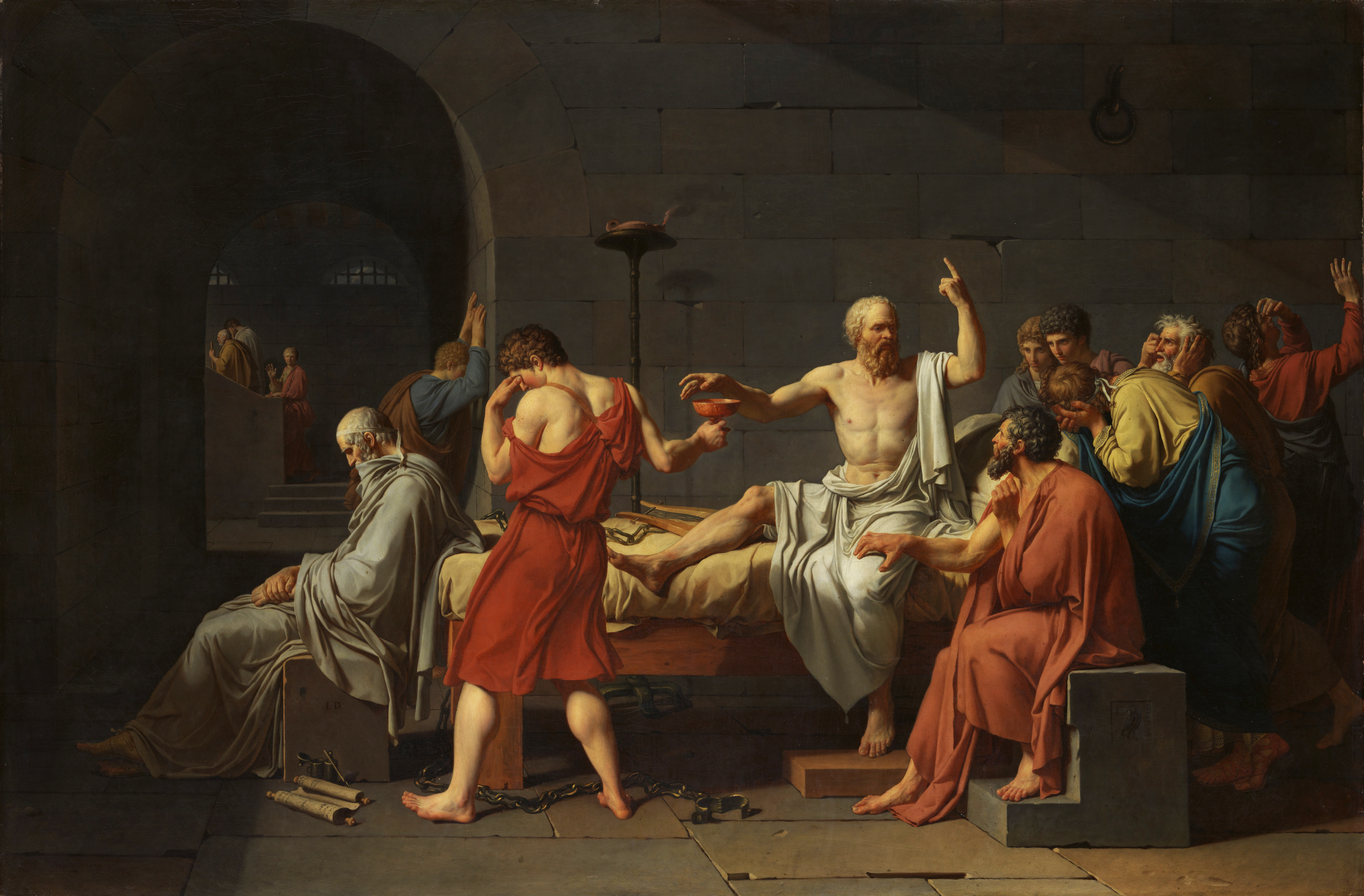
Jacques-Louis David: „Der Tod des Sokrates“

Ὦ Κρίτων […] τῷ Ἀσκληπιῷ ὀφείλομεν ἀλεκτρυόνα. ἀλλ‘ ἀπόδοτε καὶ μὴ ἀμελήσητε.
Ō Kritōn […] tō Asklēpiō opheilomen alektryona, all’ apodote kai mē amelēsēte.
„O Kriton, […] wir sind dem Asklepios einen Hahn schuldig, entrichtet ihm den, und versäumt es ja nicht.“
Nach Platon letzte Worte des Sokrates zu seinem Freund Kriton, nachdem er, zum Trinken des Schierlingsbechers verurteilt, das Gift getrunken hatte. Asklepios war der Gott der Heilkunst, und als Sokrates die Wirkung des Gifts verspürte, sah er sich zum Dank an Asklepios veranlasst; denn die alten Griechen unterschieden sprachlich nicht zwischen Arznei und Gift; beides war für sie ein φάρμακον pharmakon. Manche Interpreten nehmen auch an, Sokrates habe ausdrücken wollen, dass der Tod für den Menschen eine Erlösung sei.
Vergleiche auch Σῶμα σῆμα. („Der Körper ist ein Grabmal.“)

## Ὦ ξεῖν’, ἀγγέλλειν Λακεδαιμονίοις ὅτι τῇδε κείμεθα τοῖς κείνων ῥήμασι πειθόμενοι.

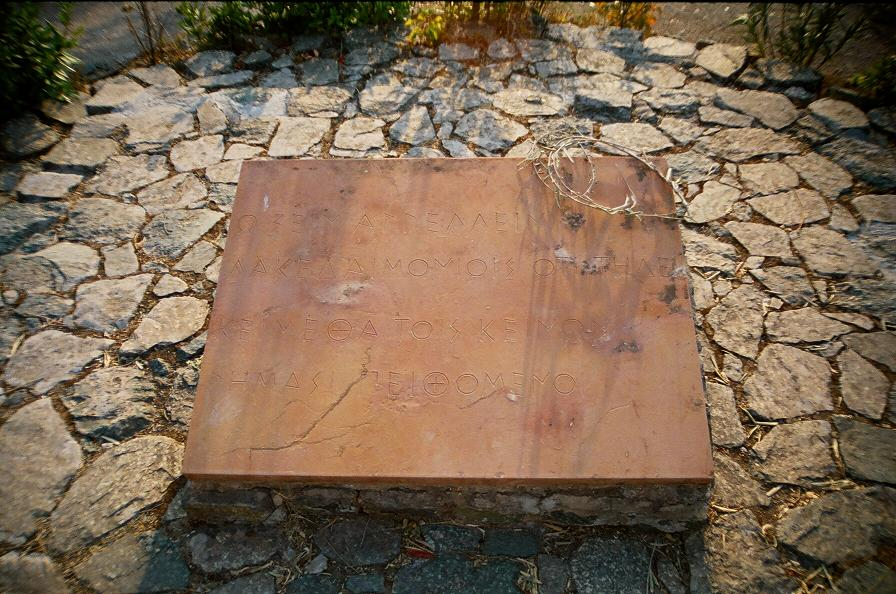
Gedenktafel bei den Thermopylen

Ὦ ξεῖν’, ἀγγέλλειν Λακεδαιμονίοις ὅτι τῇδε

    κείμεθα τοῖς κείνων ῥήμασι πειθόμενοι.
Ō xein’, angellein Lakedaimoniois hoti tēde

    keimetha tois keinōn rhēmasi peithomenoi.
„Fremder, verkünde den Spartanern, dass wir hier

liegen, von deren Worten überzeugt.“
Das so genannte „Thermopylen-Epigramm“ des Simonides von Keos soll auf dem Gedenkstein für die dreihundert Spartiaten gestanden haben, die in der Schlacht bei den Thermopylen den Kampf gegen die persische Übermacht mit ihrem Leben bezahlten.
„τὸ ῥῆμα“ (hier als τοῖς ῥήμασι) kann auch mit „Gesetz“ und „πείθειν“ (hier als Partizip πειθόμενοι) auch mit „gehorchen“ übersetzt werden, zusammen also mit „… den Gesetzen gehorchend“ (wörtlich „als den Gesetzen Gehorchende“).
Der römische Politiker und Redner Marcus Tullius Cicero schlägt einen pathetischen Ton an, indem er von heiligen Gesetzen spricht:
Dic, hospes, Spartae nos te hic vidisse iacentes,

    dum sanctis patriae legibus obsequimur.
Der Dichter Friedrich Schiller fand 1795 in seinem Gedicht „Der Spaziergang“ zu folgender Übersetzung:
Wanderer, kommst du nach Sparta, verkündige dorten, du habest

    Uns hier liegen gesehn, wie das Gesetz es befahl.
Am 30. Januar 1943 zog Hermann Göring in einer Rede vor Wehrmachtsangehörigen einen Vergleich zu der noch andauernden Schlacht von Stalingrad, um damit die Befehle Hitlers zum Kampf „bis zur letzten Patrone“ ideologisch und historisch zu legitimieren und die Bevölkerung auf die nicht mehr abzuwendende Niederlage vorzubereiten:

„Jahrtausende sind vergangen, und heute gilt dieser Kampf dort, dieses Opfer dort noch so heroisch, so als Beispiel höchsten Soldatentums. Und es wird auch einmal heißen: Kommst du nach Deutschland, so berichte, du habest uns in Stalingrad liegen sehen, wie das Gesetz, das heißt: das Gesetz der Sicherheit unseres Volkes, es befohlen hat.“

An diese verlogene Heroisierung eines Opfertodes für das Vaterland, die sich auf die klassische Antike beruft, knüpft Heinrich Bölls Kurzgeschichte Wanderer, kommst du nach Spa… von 1950 an. Der Ich-Erzähler findet sich schwerverletzt in ein Lazarett eingeliefert, dessen Einrichtung der des humanistischen Gymnasiums Friedrich der Große entspricht, welches er bis vor drei Monaten acht Jahre lang besuchte. Dass er sich tatsächlich dort befindet, wird ihm aber erst zur Gewissheit, als er an der Tafel des Zeichensaals die von ihm selbst stammende, zu groß geratene und deshalb nicht vollständig auf die Tafel passende Schreibübung „Wanderer, kommst du nach Spa“ erkennt. Auf dem Operationstisch ausgewickelt, wird ihm gleich darauf klar: Er hat keine Arme mehr und nur noch ein Bein.

## ὦ ξένε
ὦ ξένε
ō xene
„Fremder!“
Allgemeine Anrede an Personen, deren Namen man nicht kennt oder deren Namen man nicht sagt. Übersetzt mit „mein Freund“, „mein Bester“.
Der deutsche Philosoph Bernhard Waldenfels schreibt in seinem Essay über Atopie: (*)

„Im Symposion ist es Diotima, die als Botin aus einer anderen Welt auftritt; nachdem die Tischgenossen lang und breit die [sic!] über den Eros geredet haben, gibt sie durch den Mund des Sokrates Kunde von der Verwandlungskraft des Eros – und Sokrates, der Fremdartige, redet sie ihrerseits an mit ‚O Fremde!‘ (ō xenē). Man könnte geneigt sein, auf ungewohnte Weise von einer Fremdlingin zu sprechen, so wie Hölderlin die Nacht als ‚Fremdlingin unter den Menschen‘ willkommen heißt.“

## Ὦ οἷα κεφαλὴ, καὶ ἐγκέφαλον οὐκ ἔχει.
Ὦ οἷα κεφαλὴ, καὶ ἐγκέφαλον οὐκ ἔχει.
Ō hoia kephalē, kai engkephalon ouk echei.
„Oh, was für ein schöner Kopf, doch fehlt das Hirn!“
Der Humanist Erasmus von Rotterdam schreibt in seiner Sprichwörtersammlung Adagia:

„Das gilt von Leuten, die durch körperliche Schönheit auffallen, aber keinen Verstand besitzen. Es geht zurück auf eine Fabel, die bei Äsop überliefert ist. In der Umgangssprache sagt man von Verrückten und Beschränkten, daß sie kein Hirn im Kopf haben.“

Erasmus bezieht sich auf die Fabel vom Fuchs und einer Bildsäule, griechisch «Ἀλώπηξ πρὸς μορμολύκειον» (wörtlich: „Ein Fuchs über eine Schreckensgestalt“).
Die lateinische Entsprechung ist „caput vacuum cerebro“.

## Ὦ παῖ, γένοιο πατρὸς εὐτυχέστερος

Aias stürzt sich ins Schwert

Ὦ παῖ, γένοιο πατρὸς εὐτυχέστερος, τὰ δ’ ἄλλ’ ὁμοῖος.
Ō pai, genoio patros eutychesteros, ta d’ all’ homoios.
„Kind, werde glücklicher als dein Vater, im übrigen ihm gleich!“
Letzter Wunsch des sterbenden Aias an seinen Sohn in der gleichnamigen Tragödie des Sophokles. In der Vorszene sucht Odysseus Spuren zur Bestätigung des Gerüchts, Aias habe das Herdenvieh hingemetzelt. Die Göttin Athena befiehlt Aias, sich in seinem bejammernswerten Zustand zu zeigen.
In der ersten Hauptszene erkennt Aias, wieder zur Besinnung gekommen, dass er den Göttern verhasst ist und vom Heer verabscheut wird. Noch immer wünscht er, die Heerführer zu töten, um anschließend selbst zu sterben: „Der Edle lebt in Ehren oder geht in Ehren ab.“
Tekmessa fleht um Mitleid für sie und ihren gemeinsamen Sohn Eurysakes, denn ihr und dem Kind wäre nach seinem Tod das Sklavenlos bestimmt. Entschlossen zu sterben, nimmt Aias Abschied von Eurysakes und bestimmt seinen Halbbruder Teukros zum Erzieher des Kindes. Er verschließt sich aber dem Flehen seiner Frau, sich nichts anzutun.

## Ὦ παῖδες Ἑλλήνων ἴτε, ἐλευθεροῦτε πατρίδ’.
Ὦ παῖδες Ἑλλήνων ἴτε, ἐλευθεροῦτε πατρίδ’.
Ō paides Hellēnōn ite, eleutheroute patrid’.
„Ihr Söhne der Hellenen, auf! Befreit unser Vaterland!“
Der Dichter Aischylos erklärt in seiner Tragödie Die Perser, die den Untergang der persischen Flotte in der Seeschlacht von Salamis aus der fiktiven Sicht des persischen Königshofes behandelt, worum es für die Griechen geht. Als die Perser in den Sund einfuhren, hörten sie lautes Rufen:

«Ὦ παῖδες Ἑλλήνων ἴτε, ἐλευθεροῦτε πατρίδ’, ἐλευθεροῦτε δὲ παῖδας, γυναῖκας, θεῶν τέ πατρῴων ἕδη, θήκας τε προγόνων· νῦν ὑπὲρ πάντων ἀγών.»

„Ihr Söhne der Griechen, auf, befreit das Vaterland, befreit die Kinder und Frauen, die Sitze der angestammten Götter, die Gräber der Ahnen; jetzt geht der Kampf um alles.“

Die Griechen waren zahlenmäßig weit unterlegen. Um Abhilfe zu schaffen, fragte Themistokles das Orakel von Delphi um Rat. Die Antwort des Orakels war erst nach einer zweiten Befragung: „Seiner Tritogeneia schenkt Zeus nur die hölzerne Mauer“ (siehe ξύλινον τεῖχος). Themistoklies interpretierte diesen Ausspruch nicht wörtlich als hölzerne Stadtmauer, sondern so, dass nur die Trieren der Athener Schutz gegen die Perser bieten konnten. Die Männer waren auf den Schiffen und die Frauen und Kinder brachte man in der Nähe von Salamis in Sicherheit.

## Ὤδινεν ὄρος καὶ ἔτεκε μῦν.

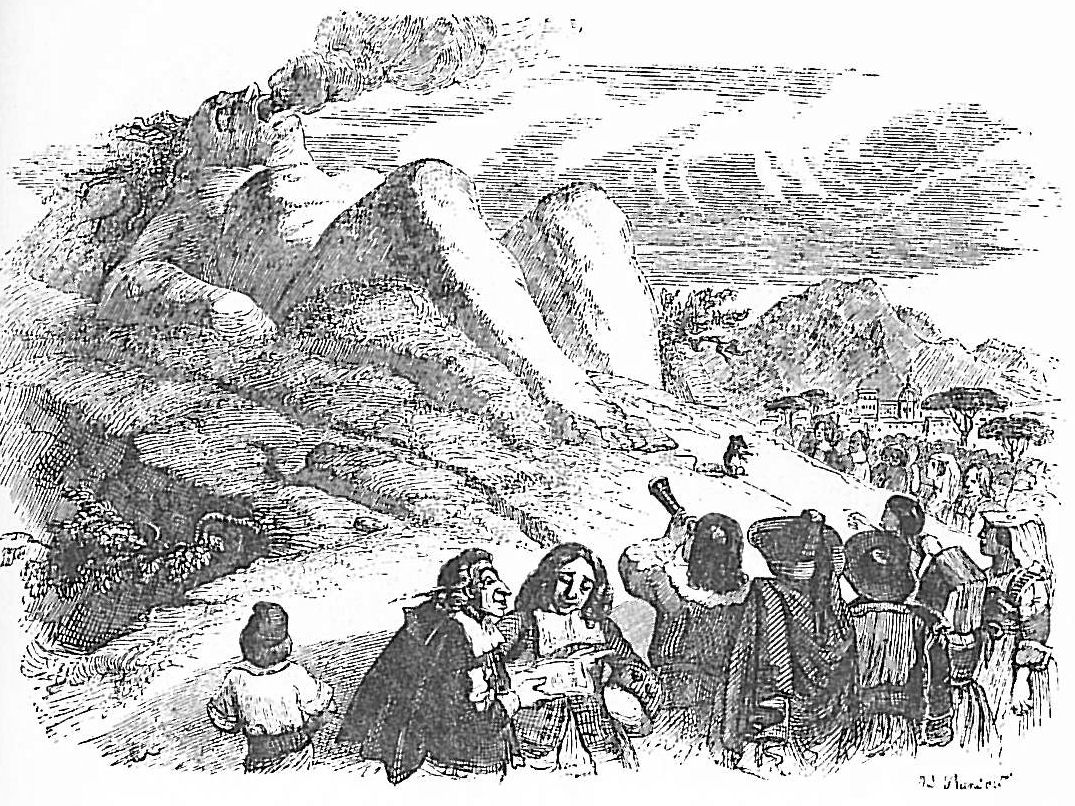
Grandvilles Illustration für La Fontaines Version dieser Fabel

Ὤδινεν ὄρος καὶ ἔτεκε μῦν.
Ōdinen oros kai eteke myn.
Variante: Ὤδινεν ὄρος καὶ ἔτεκεν μῦν. Ōdinen oros kai eteken myn.
„Es kreißte der Berg – und gebar eine Maus.“
Dieses vermeintliche Sprichwort geht auf eine Fabel des Äsop zurück und hat zum Inhalt, dass ein Ergebnis trotz großen Aufwands unbefriedigend ist. Diese Fabel wurde von Phaedrus ins Lateinische übertragen und von Gotthold Ephraim Lessing in seiner Abhandlungen über die Fabel besprochen, der dazu auch das Gedicht Der Berg und der Poet von Friedrich von Hagedorn zitierte: (*)
Ihr Götter, rettet! Menschen, flieht!

Ein schwangrer Berg beginnt zu kreissen,

Und wird itzt, eh man sich’s versieht,

Mit Sand und Schollen um sich schmeissen.

Er brüllt, er kracht, und Thal und Feld

Sind durch gerechte Furcht entstellt.

Was kann dem nahen Unfall wehren?

Es wird ein Wunderwerk geschehn:

Er muß mit Städten trächtig stehn,

Und bald ein neues Rom gebären.

Sussenus schwitzt und lärmt und schäumt:

Nichts kann den hohen Eifer zähmen;

Er stampft, er knirscht; warum? er reimt,

Und will itzt den Homer beschämen.

[…]

Allein, gebt Acht, was kömmt heraus?

Hier ein Sonnet, dort eine Maus.
Die bekannteste lateinische Version stammt aus der Ars poetica („Dichtkunst“) des Dichters Horaz, wo es heißt:

“Parturient montes, nascetur ridiculus mus.”

„Kreißen werden die Berge, und geboren werden wird eine lächerliche Maus.“

Mit diesen Worten kritisiert Horaz Dichter, die viel versprechen, aber nur wenig halten.

## ὧραι τῆς ἡμέρας
ὧραι τῆς ἡμέρας
hōrai tēs hēmeras
„Stunden des Tages“

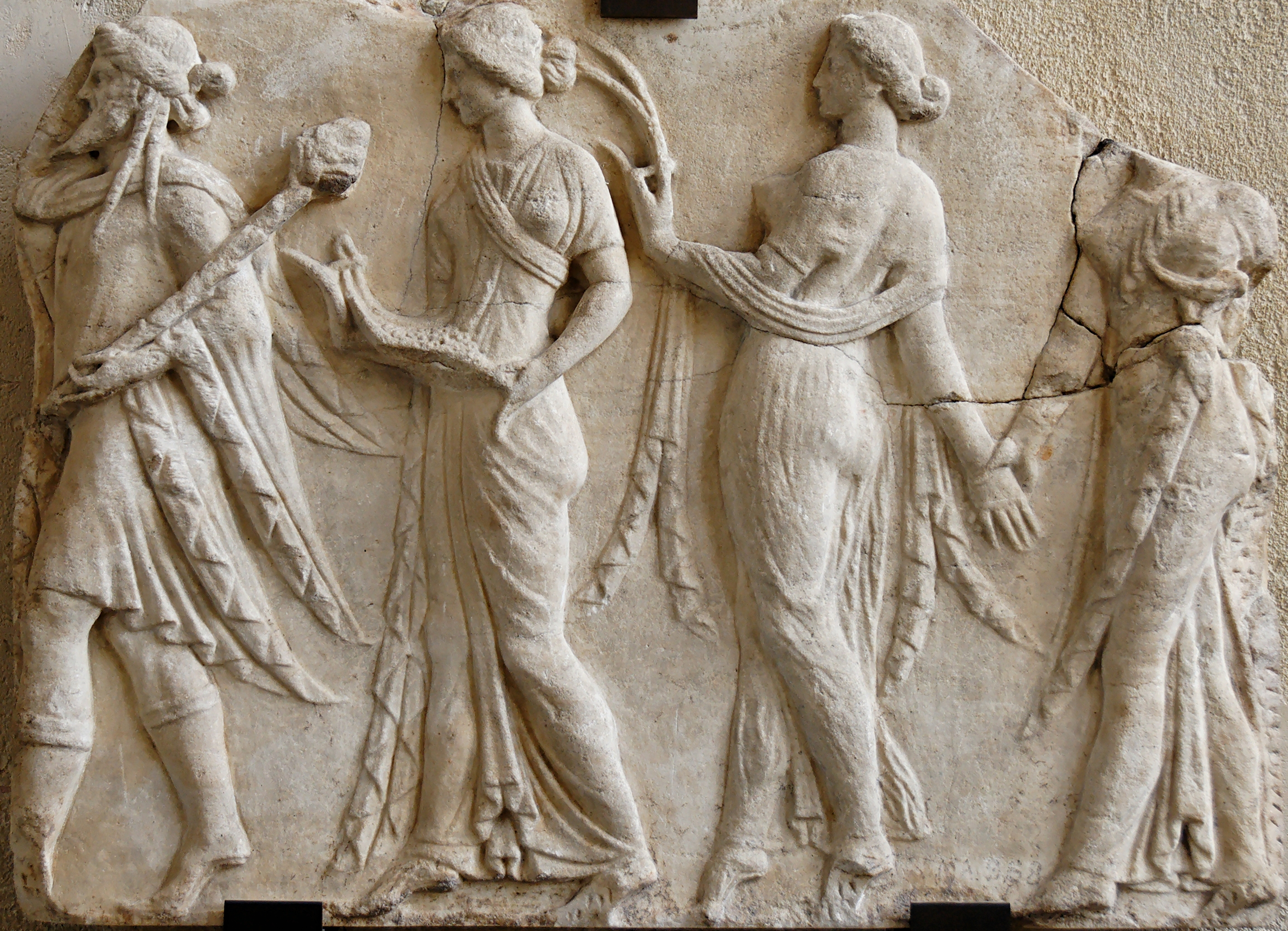
Dionysos führt die Horen.

Zitat aus dem Evangelium nach Johannes. Jesus sagte zu seinen Jüngern, als diese ihn davor warnten, dass er in Judäa gesteinigt werde:

«οὐχὶ δώδεκα ὧραί εἰσιν τῆς ἡμέρας; ἐάν τις περιπατῇ ἐν τῇ ἡμέρᾳ, οὐ προσκόπτει, ὅτι τὸ φῶς τοῦ κόσμου τούτου βλέπει· […]»

„Hat der Tag nicht zwölf Stunden? Wenn jemand am Tag umhergeht, stößt er nicht an, weil er das Licht dieser Welt sieht; […]“

Die Tageseinteilung in der Antike kannte schon zwölf Stunden, doch wurden diese vom Sonnenaufgang an gerechnet, waren entweder gleich lang (babylonische Stunden) oder je nach Jahreszeit von variabler Länge (römische Stunden).
Die Horen, wörtlich „die Zeitabschnitte“, waren die ursprünglich griechischen Göttinnen, die das geregelte Leben überwachten. Sie waren die Schutzgöttinnen der verschiedenen Tageszeiten. In griechischer Tradition wurden die zwölf Stunden von kurz vor Sonnenaufgang bis kurz nach Sonnenuntergang gezählt. Diese antike Einteilung hat sich als Liturgische Tageseinteilung erhalten.
| Griechisch            | Zeitpunkt zu Beginn der Jahreszeiten | Zeitpunkt zu Beginn der Jahreszeiten | Zeitpunkt zu Beginn der Jahreszeiten | Zeitpunkt zu Beginn der Jahreszeiten | Anmerkungen |
| Griechisch            | Frühlings- anfang                    | Sommer- sonnen- wende                | Herbst- anfang                       | Winter- sonnen- wende                | Anmerkungen |
| --------------------- | ------------------------------------ | ------------------------------------ | ------------------------------------ | ------------------------------------ | --- |
| Ἀυγή Augē             | 4:35 Uhr                             | 3:40 Uhr                             | 5:22 Uhr                             | 6:21 Uhr                             | das erste Licht des Tages Augē, eine Tochter des Königs zu Tegea in Arkadien, war ursprünglich eine Priesterin der Göttin Athene, die von Herakles geschwängert wurde. |
| Ἀνατολή Anatolē       | 5:48 Uhr                             | 5:11 Uhr                             | 6:35 Uhr                             | 7:15 Uhr                             | Aufgang der Sonne Anatolē war auch die Bezeichnung für Kleinasien, davon abgeleitet ist das türkische Anatolien. |
| Μουσική Mousikē       | 7:01 Uhr                             | 6:42 Uhr                             | 7:48 Uhr                             | 8:09 Uhr                             | erste geistige Übung Die Mousikē ist auch eine Zeit gemeinsamen Singens am Morgen. |
| Γυμναστική Gymnastikē | 8:14 Uhr                             | 8:13 Uhr                             | 9:01 Uhr                             | 9:03 Uhr                             | erste körperliche Übung Die Gymnastikē geriet im leibfeindlichen Christentum in Vergessenheit. |
| Νύμφη Nymphē          | 9:27 Uhr                             | 9:44 Uhr                             | 10:14 Uhr                            | 9:57 Uhr                             | morgendliche Reinigung Die Nymphē ist die Zeit der Reinigung nach den gymnastischen Übungen am Morgen. |
| Μεσημβρία Mesēmbria   | 10:40 Uhr                            | 11:15 Uhr                            | 11:27 Uhr                            | 10:51 Uhr                            | Mittag Das Mittagessen, variiert nach Feiertagen und Gottheiten, die zu ehren sind. |
| Σπονδή Spondē         | 11:53 Uhr                            | 12:46 Uhr                            | 12:40 Uhr                            | 11:45 Uhr                            | Trankopfer nach dem Mittagessen Die Spondē benötigt nicht die ganze Stunde, sondern nur einen Teil davon. |
| Ἐλήτη Elētē           | 13:06 Uhr                            | 14:17 Uhr                            | 13:53 Uhr                            | 12:39 Uhr                            | Gebet Elētē ist die erste nachmittägliche Stunde und im Kloster die erste Arbeitsstunde. |
| Ἀκτή Aktē             | 14:19 Uhr                            | 15:48 Uhr                            | 15:06 Uhr                            | 13:33 Uhr                            | Essen, Vergnügen Aktē ist die zweite nachmittägliche Stunde und im Kloster die zweite Arbeitsstunde. |
| Ἑσπέρις Hesperis      | 15:32 Uhr                            | 15:40 Uhr                            | 16:19 Uhr                            | 14:27 Uhr                            | Abend Hesperis ist die Tochter des Hesperos, Frau des Atlas und Mutter der Hesperiden. Die Stunde Hesperis ist die Zeit des abendlichen Trankopfers. Hesperis ist auch die wissenschaftliche Bezeichnung für die Gattung der Nachtviolen in der Familie der Kreuzblütengewächse (Brassicaceae), benannt nach den abends und nachts stark duftenden Blüten. |
| Δύσις Dysis           | 16:45 Uhr                            | 18:50 Uhr                            | 17:32 Uhr                            | 15:21 Uhr                            | Sonnenuntergang Dysis ist eine Tochter des Zeus und der Themis. Der Name bedeutet „das Untergehen“. Die Stunde Dysis ist die Zeit des gemeinsamen Abendessens. |
| Ἀρκτος Arktos         | 18:02 Uhr                            | 20:29 Uhr                            | 18:46 Uhr                            | 16:18 Uhr                            | letztes Licht Arktos heißt wörtlich „Bär“ und ist benannt nach den Sternbildern Großer Bär und Kleiner Bär. |

Gervasius von Tilbury behauptete, der Kirchenlehrer Augustinus habe aus den Anfangsbuchstaben von vier Horen den Namen des ersten Menschen Adam zusammengesetzt:
Vt enim ait Augustinus.

Adam in quatuor litteris Grecis ex quibus constat.

Quatuor habet principia verborum Grecorum.

    Anatole. quod est oriens.

    Disis. quod est occidens.

    Arctos quod est septemtrio.

    Mesembria quod est meridies

quasi subiciantur ei quatuor orbis climata.
Wie nämlich Augustinus sagt,

hat Adam in den vier griechischen Buchstaben, aus denen er besteht,

die Initialen von vier griechischen Wörtern:

    Anatole, (Aufgangsland) – das ist der Orient,

    Dysis, (Untergangsland) – das ist der Okzident,

    Arktos, (Bärenland) – das ist der Norden (unter dem Siebengestirn, dem großen Bären),

    Mesembria, (Mittagsland) – das ist der Mittag (Süden)

Und so seien ihm gleichsam die vier Wendemarken des Weltenrunds unterworfen.

## Ὥρας δ’ ἔθηκε τρεῖς.
Ὥρας δ’ ἔθηκε τρεῖς.
Hōras d’ ethēke treis.
„Drei Jahreszeiten gab der Himmel.“
Anfang des Gedichts An Artemis Orthia des spartanischen Dichters Alkman, in dem die antike Einteilung der Jahreszeiten wiedergegeben wird:
ὥρας δ’ ἔθηκε τρεῖς, θέρος

καὶ χεῖμα κὠπώραν τρίταν

καὶ τέτρατον τὸ Ϝῆρ, ὅκα

θάλλει μέν, ἐσθίην δ’ ἄδαν

οὐκ ἔστι.
Drei Jahreszeiten gab der Himmel:

den Sommer, Winter und die Ernte.

Als vierte käme noch der Frühling:

der bringt wohl Blüt und Blumen, aber

zum Essen nicht genug.
In alten Zeiten kannten die Griechen lediglich zwei Jahreszeiten, Sommer und Winter, die sich allmählich den klimatischen Verhältnissen Griechenlands entsprechend aufspalteten. Bei Homer finden sich vier Bezeichnungen:
1. ὁ χειμών ho cheimōn (Winter; vom Frühuntergang der Plejaden bis zur Frühlings-Tagundnachtgleiche)
2. τὸ ἔαρ to ear (Frühling; bis zum Frühaufgang der Plejaden am 20. Mai)
3. τὸ θέρος to theros (Sommer; bis zum Frühaufgang des Arktur am 20. September)
4. ἡ ὀπώρα hē opōra (Zeit des Reifens, eigentlich nur der letzte Teil des Sommers [Spätsommer])

Der hier nicht aufgeführte Herbst (τὸ φθινόπωρον to phthinopōron) geht vom 20. September bis zum Frühuntergang der Plejaden am 4. November.

## ὡς ἐν ἄλλῳ κόσμῳ
ὡς ἐν ἄλλῳ κόσμῳ
hōs en allō kosmō
„wie in einer anderen Welt“
Diese Redewendung gehört zu den ersten Adagia des Humanisten Erasmus von Rotterdam, der schreibt:

„Wie in einer anderen Welt. Das ist eine sprichwörtliche Redewendung, die jetzt ganz allgemein gebräuchlich ist, und zwar sagt man es von Leuten, die sich in ihrer Art himmelweit von den anderen unterscheiden, oder von solchen, die alles ungewöhnlich finden oder weit von ihrer Heimat entfernt sind.“

Weiter schreibt Erasmus, dass Plutarch in seinen Tischgesprächen feststellt:

„Die Griechen sind uns im Wesen so unähnlich und fremd, als ob sie durch Geburt und Leben einer anderen Welt angehörten.“

Hierzu merkt die Herausgeberin Theresia Payr an, dass Erasmus einen verderbten Text hatte. Im Original sind es nämlich nicht Griechen, sondern die Meerestiere, die einer anderen Welt angehören.

## Ὡς ἔρις ἔκ τε θεῶν καὶ ἀνθρώπων ἀπόλοιτο.
Ὡς ἔρις ἔκ τε θεῶν καὶ ἀνθρώπων ἀπόλοιτο.
Hōs eris ek te theōn kai anthrōpōn apoloito.
„Schwände doch jeglicher Zwist unter Göttern und Menschen!“
Vers aus der Ilias. Wie Aristoteles in seiner Eudemischen Ethik überlieferte, distanzierte sich Heraklit scharf von Homer, dessen Aussage seiner Konzeption des Kampfes zuwiderlief: Während nämlich Homer ein Streben nach Befriedung streitender Parteien artikuliert, ist für die heraklitische Philosophie der Kampf ein notwendigerweise immerwährender, das Dasein konstituierender Prozess.
Im Einzelnen schrieb Aristoteles:

«Ἡράκλειτος ἐπιτιμᾷ τῷ ποιήσαντι “ὡς ἔρις ἔκ τε θεῶν καὶ ἀνθρώπων ἀπόλοιτο”.»

„Heraklit verübelte es [Homer], dass er schrieb: ‚Schwände doch jeglicher Zwiespalt unter Göttern und Menschen‘.“

Siehe auch Ὅμηρον ἔϕασκεν ἄξιον ἐκ τῶν ἀγώνων ἐκβάλλεσθαι καὶ ῥαπίζεσθαι καὶ Ἀρχίλοχον ὁμοίως. („Er sagte, Homer verdiene es, aus den Wettkämpfen herausgejagt und verprügelt zu werden, und ebenso Archilochos.“)

## ὡς κλέπτης ἐν νυκτί
ὡς κλέπτης ἐν νυκτί
hōs kleptēs in nykti
„wie der Dieb in der Nacht“
Nach dem 1. Brief des Paulus an die Thessalonicher soll der Tag des Herrn kommen wie ein Dieb in der Nacht:

«1 Περὶ δὲ τῶν χρόνων καὶ τῶν καιρῶν, ἀδελφοί, οὐ χρείαν ἔχετε ὑμῖν γράφεσθαι, 2 αὐτοὶ γὰρ ἀκριβῶς οἴδατε ὅτι ἡμέρα κυρίου ὡς κλέπτης ἐν νυκτὶ οὕτως ἔρχεται.»

„1 Über Zeiten und Stunden, Brüder und Schwestern, brauche ich euch nicht zu schreiben. 2 Ihr selbst wisst genau, dass der Tag des Herrn kommt wie ein Dieb in der Nacht.“

„Tag des Herrn“ (hebräisch יום האדון jom adonai) bezeichnet im Alten Testament den Moment des göttlichen Gerichtes, das endzeitliche Gerechtigkeit für den Gottesfürchtigen bringt. Später wurde es auch zu einer bedrohlichen Chiffre der Apokalyptik.

## Ὥσπερ γὰρ καὶ τελεωθεὶς βέλτιστον τῶν ζῴων ἄνθρωπός ἐστιν, οὕτω καὶ χωρισθεὶς νόμου καὶ δίκης χείριστον πάντων.
Ὥσπερ γὰρ καὶ τελεωθεὶς βέλτιστον τῶν ζῴων ἄνθρωπός ἐστιν, οὕτω καὶ χωρισθεὶς νόμου καὶ δίκης χείριστον πάντων.
Osper gar kai teleotheis beltiston ton zoon anthropos estin, outo kai choristheis nomou kai dikes cheiriston panton.
„Denn wie, wirklich Mensch geworden, der Mensch das beste von allen Lebewesen ist, so ist er fern von Gesetz und Recht das allerübelste.“
Aristoteles, Politik 1253 a 31–33.

## Ὠτίων πιστότεροι ὀφθαλμοί.
Ὠτίων πιστότεροι ὀφθαλμοί.
Ōtiōn pistoteroi ophthalmoi.
„Augen sind zuverlässiger als Ohren.“ (wörtlich: „Öhrchen“)
Diese Feststellung, dass die Augen zuverlässigere Zeugen als die Ohren sind, deckt sich mit der folgenden Erkenntnis des Philosophen Heraklit:

«Κακοὶ μάρτυρες ἀνθρώποισιν ὀφθαλμοὶ καὶ ὦτα βαρβάρους ψυχὰς ἐχόντων.»

„Schlimme Zeugen sind Augen und Ohren den Menschen, sofern sie Barbarenseelen haben.“

An anderer Stelle heißt es bei Heraklit (überliefert von Polybios):

«Ὀφθαλμοὶ γὰρ τῶν ὤτων ἀκριβέστεροι μάρτυρες.»

„Augen sind genauere Zeugen als die Ohren.“